# بيلا فيير
بيلا فيير (بالرومانية: Béla Fejér)‏ هو لاعب كرة قدم روماني في مركز حراسة المرمى، ولد في 11 مايو 1995 في زابالا في رومانيا. شارك مع منتخب رومانيا تحت 19 سنة لكرة القدم. أما مع النوادي، فقد لعب مع نادي تارغو موريش.

## وصلات خارجية
- بيلا فيير على موقع قاعدة بيانات كرة القدم.إي يو (الإنجليزية)
- بيلا فيير على موقع بيانات كرة القدم. دي إي (الألمانية)
- بيلا فيير على موقع Soccerway.com (الإنجليزية)
- بيلا فيير على موقع عالم كرة القدم.نت (الإنجليزية)